# Ratonii
Ratonii (engleză The Raccoons) este un serial de animație canadian, inițial difuzat din 1985 până pe 1992, cu trei episoade speciale care le precedă din începutul său în 1980, și un episod special direct-pe-video în 1984. Serialul este creat de Kevin Gillis cu cooperarea de către Canadian Broadcasting Corporation (franceză: Société Radio-Canada).
În România, acest serial a fost difuzat, disponibil doar în engleză, pe canalul Boomerang, dar s-a difuzat și pe Televiziunea Română în trecut cu dublaj peste voce la numai 16 ani.

## Premis
Serialul se învârte în jurul lui Bert Raccoon și a cuplului măritat Ralph și Melissa Raccoon, cărora Bert este un prieten și coleg de cameră. De cele mai multe ori trioul își încearcă efortul împotriva forțelor industrialiste a egoistului furnicar milionar Cyril Sneer, care încearcă să distrugă pădurea pentru un profit rapid. Dar ratonii întotdeauna salvează pădurea de la schemele lui Cyril, cu ajutorul prietenilor săi ca Schaeffer, un câine ciobănesc manierat, Cedric, fiul lui Cyril ce a absolvit colegiul, și Sophia Tutu, iubita lui Cedric. Dar pe măsură ce serialul progresează Cyril mai mult devine un personaj simpatetic, eventual devenind un antierou.
Lecții ce au fost arătate în principal au inclus ecologism, dar și altele, printre care prietenie și lucru în echipă.

## Personaje

### Eroi
- Bert Raccoon - Eroul principal al serialului. Este gazda lui Ralph și Melissa și cel mai bun prieten al lor din copilărie. Un raton energetic cu imaginație bogată, Bert îi place mereu să meargă în aventuri și să-și trăiască viața la maxim.
- Ralph Raccoon și Melissa Raccoon - Cuplul căsătorit fericit ce trăiesc în "Raccoondominium" cu oaspetele lor Bert. Ralph este fondatorul lui "The Evergreen Standard" ("Standardul peren"). Melissa este mai sensibilă și este mereu gata să le dea băieților un impuls spre direcția cea bună.
- Cedric Sidney Sneer - Fiul tocilar al lui Cyril Sneer și cel mai bun prieten al lui Bert Raccoon, și moștenitorul averii Sneer.
- Schaeffer - Un câine mare și ciobănesc și un prieten de-al ratonilor. Inițial arătat ca încet și prostuț în episoadele speciale originale, a devenit în timp scurt unul din cele mai deștepte personaje din serial, și a deschis Cafeneaua Blue Spruce ca un barman și asistă la nevoile tehnice ale ratonilor.
- Broo - Un cățeluș ciobănesc ce apare a îl favoriza pe Bert ca stăpânul său în sezoanele de mai târziu după ce personajele umane au fost scoase din serial.
- Sophia Tutu - Iubita amețită a lui Cedric, ce este o înnotătoare superbă și o scafandră. Mai târziu a fost scoasă din serial.
- George și Nicole Raccoon - Un cuplu ce odată au fost nomazi.
- Bentley Raccoon - El este un expert în computere și un copil tânăr foarte tipic, cu o tendință să evidențieze îndeajuns eșecurile sale personale. Îl favorizează pe Bert în timp ce Cyril Sneer gândește enorm despre el.
- Lady Baden-Baden - O găină bogată și melodramatică care eventual se mărită cu Domnul Knox. În zilele vechi a fost o actriță, iar acum este o patroană entuziastică a artelor.

### Răufăcători
- Cyril Sneer - Răufăcătorul principal al serialului. El este un furnicar cu nas mare și roz, un om de afaceri egoist și nemilos și tatăl lui Cedric. Chiar dacă acesta este la început dușmănos mai târziu se înmoaie, chiar dacă mai este încă egoist. În ciuda schemelor sale de defrișare a banilor, s-a arătat că își iubește fiul cu adevărat și încearcă să-l îngrijească pentru a prelua treaba de familie.
- Porcii - Cei trei acoliți bâlbâiți ai lui Cyril.
- Domnul Knox - O cunoștință de-a lui Cyril Sneer, un crocodil din sud și un mogul de afaceri. Este căsătorit cu Lady Baden-Baden, și deține compania de televiziune K.N.O.X. TV.

## Episoade

### Episoade speciale
1. The Christmas Raccoons
2. The Raccoons on Ice
3. The Raccoons and the Lost Star
4. The Raccoons: Let's Dance!

### Sezonul 1
1. Surprise Attack!
2. Going It Alone!
3. A Night to Remember!
4. The Evergreen Grand Prix!
5. The Runaways!
6. Buried Treasure!
7. The Intruders!
8. Opportunity Knocks!
9. Cry Wolf!
10. Rumours!
11. Gold Rush!

### Sezonul 2
1. Double Play!
2. The Sweet Smell of Success!
3. Blast from the Past!
4. Power Trip!
5. Stop the Clock!
6. The Artful Dodger!
7. Last Legs!
8. Read No Evil!
9. Courting Disaster!
10. Time Trap!

### Sezonul 3
1. The Prism of Zenda!
2. Paperback Hero!
3. The Chips Are Down!
4. Life in the Fast Lane!
5. Monster Mania!
6. Mom's the Word!
7. Picture Perfect!
8. Strictly by the Book!
9. The Evergreen Express!
10. Trouble Shooter!
11. The Paper Chase!
12. Simon Says!
13. Games People Play!

### Sezonul 4
1. Second Chance!
2. The Sky's the Limit!
3. Bully for You!
4. A Catered Affair!
5. Search and Rescue!
6. Spring Fever!
7. The Family Secret!
8. The Great Escape!
9. Making the Grade!
10. Science Friction!
11. Stealing the Show!
12. The Phantom of Sneer Mansion!
13. The Headline Hunter!

### Sezonul 5
1. Cold Feet!
2. Stress Test!
3. Moving In!
4. End of the Line!
5. Easy Money!
6. Endless Summer!
7. Promises Promises!
8. Black Belt Bentley!
9. The Wrong Stuff!
10. Join the Club!
11. The Evergreen Election!
12. The One That Got Away!
13. Go for Gold!